# Maritieme Autoriteit Suriname
De Maritieme Autoriteit Suriname (MAS) is een overheidsorgaan dat zich richt op de veilige en efficiënte doorvaart van zeeschepen van en naar Suriname. De MAS maakt deel uit van het ministerie van Transport.
Sinds circa 2014 is oud-diplomaat David Abiamofo president-commissaris van de Maritieme Autoriteit Suriname.

## Geschiedenis
Voor 1947 werd het loodswezen in de havens uitgevoerd door particulieren, en sindsdien door de overheid. Bijbehorende taken waren vanaf het begin ook de bebakening, betonning en hydrografie, later aangevuld met taken als het houden van toezicht. In de loop van de jaren kende de dienst de volgende namen:
- 1 juli 1947: Haven & Loodswezen
- 25 maart 1982: Dienst voor de Scheepvaart
- 14 mei 1998: Maritieme Autoriteit Suriname

## Maritiem Museum
In 2002 richtten toenmalig MAS-directeur Eddy Fitz-Jim en zijn vrouw en kunstenares Gré het Maritiem Museum op in de Flying Fish, oftewel de voormalige woning van de marinecommandant.